# Японская лингвистическая традиция
Традиция языкознания в Японии отчётливо выделилась на протяжении последних трёх—четырёх веков (в частности, до XVII века не создавалось специальных грамматических сочинений) и является, таким образом, позднейшей по времени формирования из значительных лингвистических традиций. В связи с этим её окончательного формирования так и не произошло вследствие «открытия» Японии в 1854 году:14.
Предпосылками формирования традиции были тот факт, что литературный язык (бунго) к XVII веку значительно отличался от разговорного языка, и поэтому для его использования требовалось специальное обучение, а также встававшая перед комментаторами задача понимания старинных текстов:16—17. Бунго понимался как престижный по сравнению с разговорным языком вариант, чистоту и нормы которого следовало сохранять:21. Эталоном нормы считались «Манъёсю» и другие некитаизированные памятники VIII—X веков:22.
В рамках японской лингвистической традиции высказывалась убеждённость в исключительности и наивысшем совершенстве японского языка, сформулированная Мотоори Норинага и аргументируемая у него небольшим числом возможных слогов (мор) в японском языке в отличие от китайского и санскрита:19—20.

## Важнейшие особенности

### Фонетика и фонология
В качестве мельчайших звуковых единиц — «звуков»  (яп. 音 он) — в японской традиции рассматривались не фонемы, а моры, обозначаемые отдельными знаками каны, чему способствовало крайне ограниченное количество возможных различных мор: так, слог こう ко: считался состоящим из «звуков» ко и о:31—32. Понятия фонемы и слога вошли в японское языкознание уже в период европеизации.

### Лексикология
Как и в Китае, описание лексики в Японии производилось с помощью словарей иероглифов, толкующих иероглифы:28.

### Этимология
Этимологические изыскания считались направленными на поиск первичного, данного богами смысла слов. Осуществлялись попытки определить первоначальный смысл каждой моры:29.

### Грамматика
В японской традиции была разработана концепция морфологии, отличная от весьма слабо разработанной китайской:28. Статус минимальной значимой единицы языка признавался за единицей, занимающей промежуточное положение между морфемой и словом в европейском понимании и получившей в период европеизации наименование го  (яп. 語):35—36. Так, некоторые члены парадигмы глагольного словоизменения трактовались как различные формы одного «го», а другие — как сочетание самостоятельного слова и служебного «го», в то время как словообразовательные суффиксы не считались за отдельные «го». Уже в период европеизации в рассмотрение была введена новая единица — бунсэцу  (яп. 文節), представляющая собой «го» вместе с примыкающими к нему служебными элементами и могущая выделяться пробелами на письме:36.
Учение о частях речи в японской лингвистической традиции было основано Н. Фудзитани, выделившим в японском языке четыре части речи: имена, ёсои (спрягаемые слова: глаголы и прилагательные), ка — служебные единицы, стоящие перед словами первых двух классов, аюи — служебные единицы, стоящие после самостоятельных. Н. Фудзитани также дал классификацию вспомогательных слов.
Синтаксические исследования в Японии возникли уже после европеизации:40.